# Крістіан Гітшем
Крістіан Гітшем (Народився: 15 жовтня 1888 — †16 червня 1956) був південноафриканським спортсменом, який змагався у марафоні.
Гітшем представляв Південну Африку в 1912 році на літніх Олімпійських іграх в Стокгольмі, Швеція, де він виграв срібну медаль у марафоні серед чоловіків.